# Alfredo Felipe Fuentes
Alfredo Felipe Fuentes (* 26. Mai 1949 in Artemisa; † 30. April 2025 in Austin, Texas) war ein kubanischer unabhängiger Journalist, Autor und Dissident. Als Mitglied der „Gruppe der 75“ des Varela-Projekts wurde er im Rahmen des sogenannten Schwarzen Frühlings zusammen mit anderen Aktivisten zu einer langjährigen Haftstrafe verurteilt.

## Leben und Wirken
Neben seien Aktivitäten im Varela-Projekt betätigte sich Alfredo Felipe Fuentes auch als unabhängiger Gewerkschaftler des Consejo Unitario de Trabajadores Cubanos (Einheitsrat der kubanischen Arbeiter) sowie in der Movimiento Cristiano Liberación (Christliche Befreiungsbewegung).
Fuentes wurde im Rahmen des Schwarzen Frühlings am 19. März 2003 verhaftet und später zu einer 26-jährigen Gefängnisstrafe verurteilt. Sein Strafmaß war das dritthöchste der Gruppe der 75, deren Mitglieder zu Freiheitsstrafen zwischen sechs und 28 Jahren verurteilt wurden.
Nach seiner vorzeitigen Freilassung im Jahre 2010 lebte er für kurze Zeit im spanischen Málaga, bevor er nach Texas in die USA übersiedelte. Er starb am 30. April 2025 in Austin.

## Werke
- La falsa imagen de Fidel Castro: evidencias irrefutables, 2018, ISBN 978-1723065132
- Fidel Castro y la Junta Militar Argentina: evidencias irrefutables, 2022, ISBN 979-8422142651